# Mauser M1910
Маузер М1910 — немецкий карманный самозарядный пистолет.

## История
Оружейники немецкой компании Mauser начали работать над различными полуавтоматическими пистолетами не позднее 1893 года, результатом чего стало создание пистолета Mauser C96.
В 1909 году компанией Mauser разработан новый, сравнительно простой полуавтоматический пистолет, под патрон 9×19 мм Парабеллум с уменьшенным пороховым зарядом. Это оружие, известное как Маузер 1910, не стало очень успешным, а его обновленный вариант, известный как Маузер 1910/12, был изготовлен в небольших количествах в рамках контракта с ВМФ Бразилии.
В то же время, было решено, что новый дизайн больше подходит для менее мощного патрона, чем «военный» 9×19 мм Парабеллум, и в 1910 году конструкция была уменьшена в размерах для использования относительно нового патрона 6,35×15 мм Браунинг (.25 ACP).
Незадолго до начала Первой мировой войны фирма Mauser выпустила чуть большую по размеру версию пистолета, под патрон .32 ACP, разработанный Джоном Браунингом.
После Первой мировой войны в пистолет были внесены незначительные изменения. Всего было произведено около 381 000 шт.

## История производства
Разработчики предприятия Маузер-Верке (Mauser Werke) в 1909 году начали разработку нового пистолета, под недавно принятый на вооружение патрон 9 × 19 мм (9 мм Люгер). Основой автоматики пистолета стала не совсем обычная в то время конструкция с полусвободным затвором . Для этого в передней нижней части пистолета установили тормозящий опорный щиток, который удерживал затвор, пока пуля не покинет ствол. 
Первые такие образцы появились в 1910 году, а его уже усовершенствованная модель с маркировкой Mauser 1912/14, была изготовлена небольшой партией — около 200 единиц. Однако когда выяснилось, что конструкция не очень удачная, производство было прекращено. 
На базе этой модели, разработчиком Йозефом Никлем был создан «гражданский» пистолет, который пользовался большим спросом. Так появился на свет пистолет M1910 .
Модель M1910 была рассчитана на относительно слабый, но распространенный патрон 6.35мм Браунинг. С 1910 по 1913 г.. Было произведено около 60 000 единиц этого оружия. 
После небольшой модификации в 1914 году появились новые модели этого пистолета. Модель 1910/14 под тот же патрон что и модель М1914 — 7,65 Браунинг. Эти пистолеты часто были табельным оружием во многих организациях и не только в Германии.
1914 года было изготовлено около 330 000 единиц под патрон 6,35 мм и у 500 000 под патрон 7,65 мм. 
В 1934—1936 годах снова провели небольшую модификацию пистолетов моделей 1914-х годов, при этом рукоять приобрела более округлую форму, также пята магазина избавилась от острых углов. Образцы получили обозначение М1910 / 34 под калибр 6,35 и М1914 / 34 под калибр 7,65. Этих моделей было изготовлено гораздо меньше — в калибре 6,35мм — около 30 000, в калибре 7,65мм — около 120 000.

## Варианты и модификации

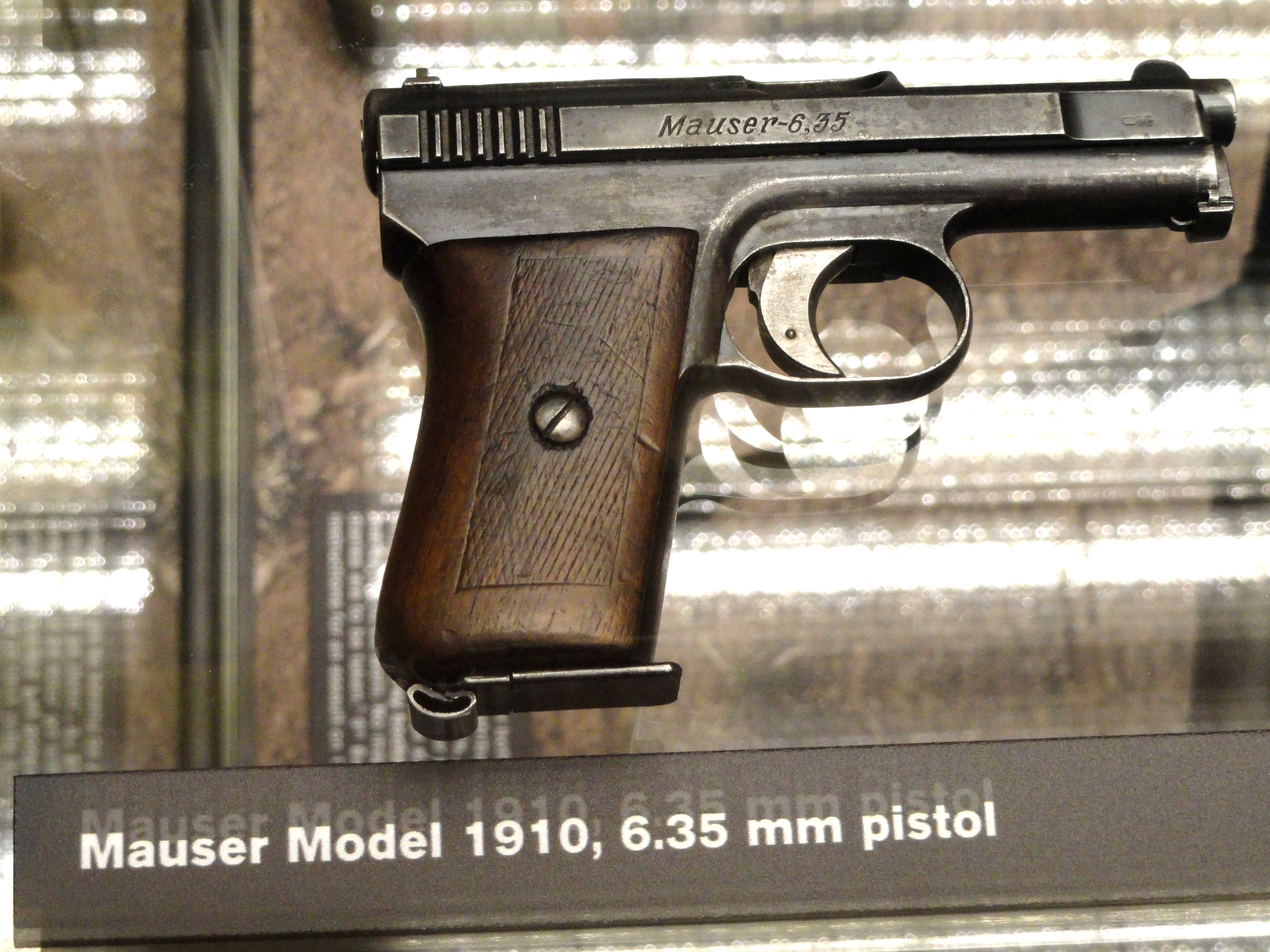
Mauser 1910. 6,35 мм. 9 патр.

- Mauser 1910 - модель обр. 1910 года калибра 6,35 мм[2]
- Mauser 1910/14 - модель обр. 1910/14 года калибра 6,35 мм
- Mauser 1914 - модель обр. 1914 года калибра 7,65х17 мм[2]
- Mauser 1910/34 - модель обр. 1934 года калибра 6,35 мм.
- Mauser 1914/34 - модель обр. 1934 года под патрон 7,65х17 мм[2]

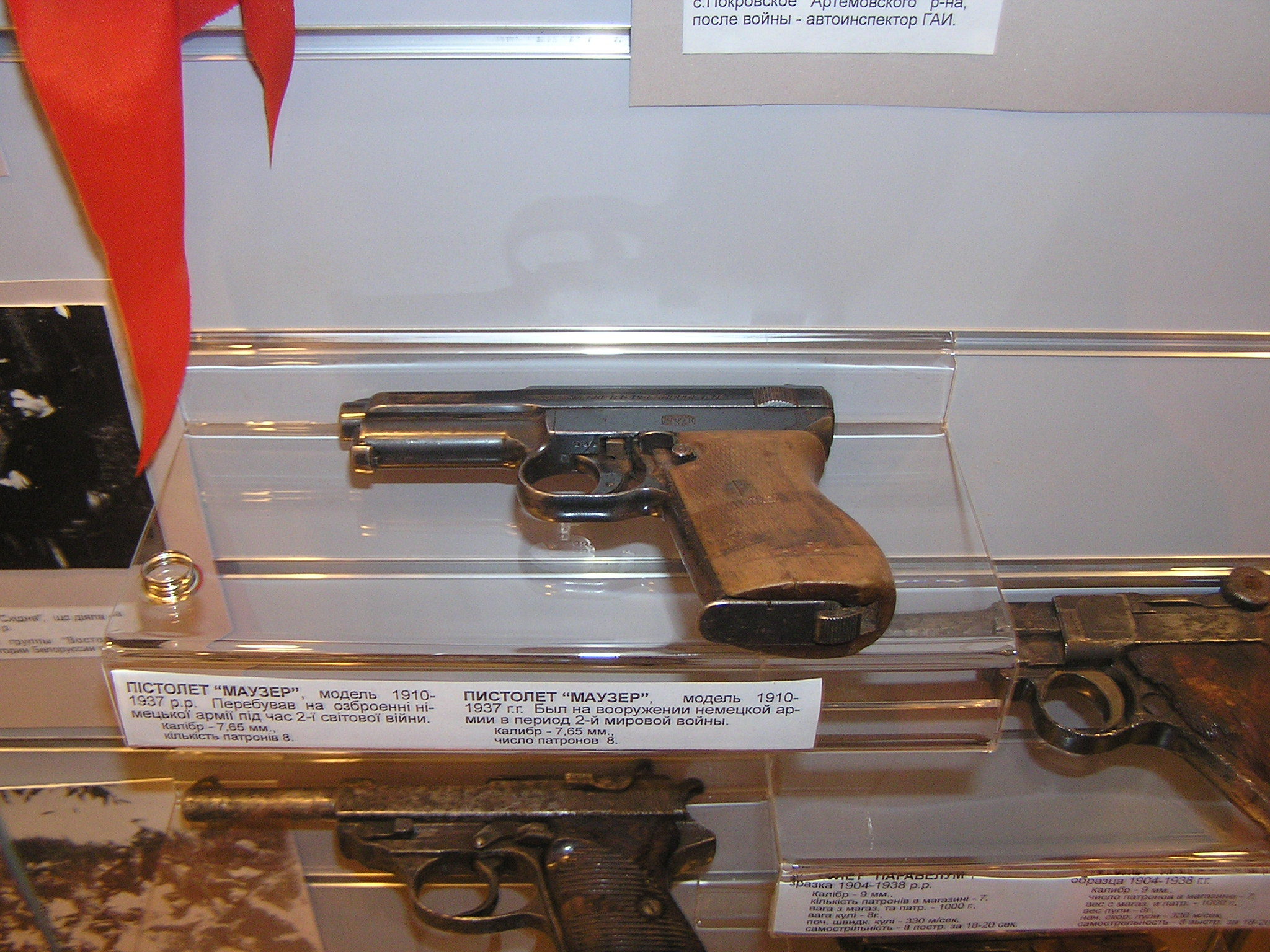
Mauser M1910 под патрон 7,65х17 мм

| Модель         | Масса  | Длина  | Длина ствола | Патрон  | магазин |
| -------------- | ------ | ------ | ------------ | ------- | ------- |
| Mauser 1910    | 425 г. | 116 мм | 78.5 мм      | 6,35 мм | 9 патр. |
| Mauser 1914    | 600 г. | 152 мм | 86 мм        | 7,65 мм | 8 патр. |
| Mauser 1914/34 | 560 г. | 158 мм | 86 мм        | 7,65 мм | 8 патр. |

## Описание конструкции
Одной из особенностей этих моделей была остановка затвора в открытом положении после того, как с магазина был отстрелен последний патрон, что позволяло существенно сократить время на перезарядку и тем самым значительно повысить боевые характеристики пистолета. Достаточно было вставить заряженный магазин, при этом вставленный магазин взаимодействовал с зацепом, что освобождало затвор. Кроме функции «остановки затвора» появился рычаг с выступом, который при отсутствии патронов магазине запирал ударно-спусковой механизм. Спусковая скоба впереди вверху имеет выгиб, позволяющий вести огонь с двух рук.
По строению пистолеты Маузер 1910, 1914 и 1934 лет имеют не много различий, большинство из которых внешние. Все модели имели автоматику построенную на откате свободного затвора, ствол хоть и не движется при стрельбе, при разборке снимается достаточно легко. Крепление ствола к рамке сделано оригинально — с помощью длинного продольного стержня, который вставлялся спереди, под стволом и проходил сквозь отверстия в упорах, сделанные в нижней поверхности ствола. Ударно-спусковой механизм ударникового типа, ручной предохранитель располагался слева в вырезе щечки рукоятки. Задвижка магазина находится в основе пистолетной рукоятки. Щечки рукоятки — деревянные или пластиковые.
Несмотря на легкость обслуживания этого пистолета, он имел и свои недостатки: при разборке часто терялись мелкие части ударно-спускового механизма. Сам ударно-спусковой механизм был чувствителен к засорению, кроме того, при низких температурах пистолеты образца 1914 года чаще всего давали осечки из-за слабой боевой пружины.

## Страны-эксплуатанты
- Германия: некоторое количество 6,35-мм пистолетов «маузер» обр. 1910 года и ещё около 100 тыс. 7,65-мм пистолетов «маузер» обр.1914 года использовалось немецкой армией во время Первой мировой войны[4]. В основном, пистолетами этого типа вооружали офицеров[5]
- Бразилия: небольшое количество Маузер 1910/12 продано для военно-морского флота Бразилии
- Россия: после испытаний в январе 1912 года, приказом военного министра № 186 от 27 апреля 1912 года 6,35-мм пистолет «маузер» обр. 1910 года был одобрен в качестве личного оружия армейских офицеров для ношения вне строя, ещё некоторое количество было закуплено частными лицами до начала первой мировой войны; ещё некоторое количество трофейных пистолетов было захвачено во время первой мировой войны, они использовались в ходе первой мировой войны и гражданской войны[4]
- Финляндия: некоторое количество 7,65-мм пистолетов «маузер» обр. 1914 года использовалось в Финляндии, они имели неофициальное наименование «Akka-Mauser»[6]
- Веймарская республика[7]
- Германия: использовался в полиции и иных вооружённых формированиях, в качестве оружия ограниченного стандарта поступал на вооружение военнослужащих люфтваффе, немецкого военно-морского флота[7] и железнодорожных войск СС.

Также, в 1910—1930-е годы в Европе Маузер M1910 был достаточно популярным образцом гражданского «карманного» пистолета.